# Heaven Shall Burn… When We Are Gathered
Heaven Shall Burn… When We Are Gathered ist das vierte Studioalbum der schwedischen Black-Metal-Band Marduk und das erste der Band mit dem neuen Sänger Legion. Der Titel wurde der Textzeile Even the heavens shall burn when we are gathered aus dem Lied Dies Irae von Bathorys Album Blood Fire Death entlehnt.

## Entstehungsgeschichte
Das Album wurde im Januar oder Februar 1996 in Peter Tägtgrens Studio The Abyss aufgenommen; Legion soll sich während der Gesangsaufnahmen selbst geschnitten haben. Heaven Shall Burn… When We Are Gathered erschien im Juni desselben Jahres bei Osmose Productions. Dem Album folgte die Heaven Shall Burn Tour im September und Oktober 1996.

## Titelliste
Glorification of the Black God ist eine Adaptation von Modest Petrowitsch Mussorgskis Eine Nacht auf dem kahlen Berge. Alle anderen Titel wurden von Marduk geschrieben. Die Texte zu Darkness It Shall Be und Dracul va Domni Din Nou in Transilvania schrieb IT von Abruptum.
1. Summon the Darkness – 0:21
2. Beyond the Grace of God – 5:17
3. Infernal Eternal – 4:41
4. Glorification of the Black God – 4:52
5. Darkness It Shall Be – 4:40
6. The Black Tormentor of Satan – 4:15
7. Dracul va Domni Din Nou in Transilvania – 5:39
8. Legion – 5:55

## Musikstil und Texte
Bis auf das kurze Intro Summon the Darkness und den langsamen Titel Dracul va Domni Din Nou in Transilvania spielt die Band für sie typischen schnellen Black Metal mit gelegentlich auftauchenden Melodien und behandelt übliche Themen wie Tod und Satanismus. Dracul va Domni Din Nou in Transilvania handelt von Vlad II. Dracul und dessen Bündnis mit dem osmanischen Sultan Murad II. Die Produktion ist klar genug, um einzelne Instrumente heraushören zu können.

## Rezeption
Marius Mutz von metal1.info bezeichnete Heaven Shall Burn… When We Are Gathered als „gut hörbares Album“ mit einer für Marduk untypischen „durchaus recht packende[n] Atmosphäre“ in den meisten Liedern, Fredrik Anderssons Schlagzeugspiel reiche aber nicht an das des späteren Schlagzeugers Emil Dragutinovic; er gab dem Album 7.5 von 10 Punkten. Laut Vincent von The Metal Observer enthält das Album „ein paar von Legions besten Gesangsmomenten, gemeinsam mit der immer majestätischen Darbietungen von Morgan Steinmeyer Håkansson“; er lobte auch „die exzellenten Bass-Riffs, die B. War auf diesem Album spielt“, und gab dem Album 8,5 von 10 Punkten. William York von allmusic bemängelte, die Band zeige nicht die nötige emotionale Tiefe, um ihre Tiraden überzeugend zu machen; im Vergleich zu anderen schnell spielenden Bands wie Mayhem oder Immortal erscheine ihre Musik relativ eindimensional. Rahul Joshi von Satan Stole My Teddybear Music Reviews lobte neben der Musik auch die Texte, den Titel des Albums und das Schallplattencover.
Der Titel des Albums inspirierte die Metalcore-Band Heaven Shall Burn zu ihrem Namen.